# Kurajšovci
Kurajšovci byli arabským kmenem, který v době vzniku islámu ovládal Mekku, již v předislámské době důležité náboženské centrum Arábie. Z tohoto kmene pocházel prorok Mohamed i jeho nástupci, volení chalífové a dynastie Umajjovců a Abbásovců. I když v Mekce, kde Kurajšovci žili, byly bohaté zdroje vody, okolní neúrodná půda se pro zemědělství nehodila. Na rozdíl od většiny arabských kmenů živících se především pastevectvím a v úrodnějších oblastech i zemědělstvím se Kurajšovci zaměřili hlavně na obchod. Značné zisky jim přinášely i tradiční poutě konané k posvátným místům v Mekce. Na počátku 7. století byla Mekka nejdůležitějším obchodním a kultovním centrem západní Arábie. Ležela na důležité obchodní trase spojující Etiopii a Indii se Sýrií a Palestinou. Díky své ekonomické síle a faktu že ovládali významná posvátná místa se Kurajšovci těšili mezi ostatními arabskými kmeny značné úctě.
Přestože sám Mohamed i většina jeho prvních příznivců pocházeli z tohoto kmene, jeho vystoupení jako proroka se u Kurajšovců nesetkalo s příznivým přijetím. Především předáci kmene se obávali, že islám oslabí význam Mekky jako důležitého náboženského centra a oni tak ztratí svůj politický i ekonomický vliv. První muslimové se tak od nich dočkali řady ústrků, které nakonec vedly i k otevřenému válečnému konfliktu.